# 44360 Ferlet
44360 Ferlet è un asteroide della fascia principale. Scoperto nel 1998, presenta un'orbita caratterizzata da un semiasse maggiore pari a 2,8561895 au e da un'eccentricità di 0,0857551, inclinata di 5,91100° rispetto all'eclittica.